# 吴秀玲
吴秀玲（1971年1月—），女，汉族，山西文水人，中华人民共和国政治人物。现任中共朔州市委副书记，朔州市人民政府市长。第十四届全国人大代表。